# Dentaspis pygaei
Dentaspis pygaei är en insektsart som först beskrevs av Hall 1937.  Dentaspis pygaei ingår i släktet Dentaspis och familjen pansarsköldlöss.
Artens utbredningsområde är Zimbabwe. Inga underarter finns listade i Catalogue of Life.